# Секс на сніданок
 «Секс на сніданок» (англ. Sex and Breakfast) —  американський фільм 2007 року, знятий  Майлзом Брендменом. У головних ролях — Маколей Калкін, Куно Бекер, Еліза Душку і Алексіс Дзена.

## Сюжет
Дві молоді пари, незнайомі один з одним, через якийсь час після початку інтимних відносин розуміють, що під час сексу вже не відчувають тих відчуттів і яскравих емоцій, що були раніше. Вони мріють повернути втрачені почуття і зустрічаються на семінарі, який веде лікар-сексолог. Намагаючись допомогти молодим людям, лікар пропонує їм незвичайний експеримент — груповий секс.
Молоді люди, повагавшись, все-таки вирішуються наслідувати цій дивній пораді. У підсумку вони приходять до того, що відносини, засновані на сексі, можуть бути тільки тимчасовими, і рекомендація лікаря не привела ні до чого хорошого.

## У ролях
- Маколей Калкін — Джеймс
- Куно Бекер — Елліс
- Елайза Душку — Рене